# Hans-Georg Soldat
Hans-Georg Soldat (* 6. Oktober 1935 in Königsberg; † 12. April 2012 in Berlin) war ein deutscher Hörfunkjournalist und Kritiker. Von 1967 bis 1993 war er in der Literaturredaktion tätig, des RIAS zuletzt als deren Chefredakteur.

## Leben
Hans-Georg Soldat, geboren 1935 in  Ostpreußen, besuchte Schule und Oberschule in Frankenberg/Sachsen, zuletzt in der DDR und nahm 1954 ein Studium der Physik und Mathematik an der Universität Greifswald auf. Dort zählte Soldat zu den Mitarbeitern des Campusradios.
Nach kurzzeitiger Inhaftierung durch das Ministerium für Staatssicherheit (MfS) flüchtete Soldat im Dezember 1958 nach West-Berlin. In Berlin betätigte er sich zunächst als Lagerarbeiter und setzte parallel sein Studium fort, arbeitete aber zunehmend auch als freier Mitarbeiter beim Deutschen Dienst des BBC, dem WDR und NDR. Es folgte ein Volontariat beim Tagesspiegel, wo er Feuilleton-Redakteur wurde. Das MfS bearbeitete Hans-Georg Soldat in West-Berlin. „Später habe ich“, schilderte Soldat in einem Interview, „in meiner Stasi-Akte gelesen, dass die mich tatsächlich mit bis zu vier Leuten in einem Auto verfolgt und beobachtet haben. Da steht auch drin, dass erwogen worden war, mich in die DDR zu entführen. Die Anklage und das Urteil war schon vorgefertigt: Fünf Jahre Zuchthaus, Verleumdung der DDR oder so ähnlich. Bis 1961 war meine Akte auf etwa 900-Seiten angewachsen – nur für einen jungen Studenten.“
Im Jahr 1967 wechselte Soldat in die Literaturredaktion des RIAS, zu deren Leiter er avancierte. Soldat verstand es als Aufgabe des RIAS, ein Sprachrohr zu sein, für Dinge, die in der DDR nicht veröffentlicht werden durften, konnten oder sollten. Auf die Frage, was ihn angetrieben habe über viele Jahre die DDR-Literatur journalistisch zu begleiten, antwortete er: Obwohl das schrecklich preußisch klinge, „es gab eine Arbeit, die hatte man angefangen, und nun müsse man sie zu Ende führen“. Soldat führte besonders in der DDR beachtete Interviews mit zahlreichen Autoren der DDR-Literatur. Mit der Auflösung des RIAS trat er im März 1994 im Alter von 58 Jahren in den Vorruhestand.
Im April 2012 starb Hans-Georg Soldat im Alter von 76 Jahren in Berlin.

## Fraktur
Hans-Georg Soldat hat eine Windows-Software herausgebracht, die das korrekte Schreiben von Fraktur-Texten am Computer erleichtern kann. Ligaturix funktioniert mit den Microsoft-Word -Versionen 97 bis 2007 und kann in Antiqua geschriebene Texte in regelkonforme Fraktur umwandeln. Dabei geht es nicht nur um die korrekte Verwendung von „rundem“ und „langem“ s. Im Fraktursatz gibt es auch eine große Zahl von Ligaturen, also der Verbindung zweier Buchstaben zu einem Zeichen, was den gesetzten Text schöner macht und weniger Platz braucht. Scriptor ist ein Windows-Werkzeug für das Schreiben von Fraktur, das auch ohne MS Word funktioniert und auf Keys+ von Péter Szászvári aufbaut. WinLigaturix bietet die Funktionen von Ligaturix für alle Windows-Textverarbeitungen, funktioniert aber erst ab Windows 2000. Möglich wurden diese Arbeiten durch die Kooperation mit der Firma Delbanco, die standardisierte Tastaturbelegungen für ihre Frakturschriften verwendet. Soldat hat die erste Version dieser Windows-Software 1997 herausgebracht und bis 2011 weiter entwickelt.

## Schriften
- Erinnerungen an „Oobliadooh“. Laudatio zur Verleihung des Brandenburgischen Literaturpreises. In: Sinn und Form 2/1992, S. 330–332
- „View of the World“. Simbabwe nimmt seine Kolonialgeschichte ernst. Besuch am Grab von Cecil John Rhodes, Selbstverlag, 1995 pdf
- „Noch nicht reif“ Der Briefwechsel von Christa Wolf und Franz Fühmann 1968 bis 1984, in: Die Zeit, 29. März 1996 pdf
- Die Wende in Deutschland im Spiegel der zeitgenössischen deutschen Literatur, in: University of Reading: German Life and Letters, Band 50, April 1997 pdf
- Franz Fühmann: „Die Geschichte vom Grafen Hyppolit und Aurelie und ihrer Mutter und deren Buhlknecht“ (Lesung und Gespräch), Sinn und Form, Heft 6/98 pdf
- Zusammenprall mit einer hassgeliebten Stadt. „Im Osten war ich Drachentöter / Im Westen Wolf doch niemals Köter.“ Gespräch mit Wolf Biermann über seinen neuen Lieder und Gedichte, in: Berliner Morgenpost, 4. September 1999 pdf
- „Die Poesie der Mystifikation.“ Weltkongress der Magie in Lissabon. Sieben Sätze über Zauberkunst in der Gegenwart, Eßlinger Zeitung, 22./23. Juli 2000 pdf
- „Dichtung und Wahrheit.“ Rolf Schneiders Feuilletons über „Liebesaffären deutscher Literaten“, NDR Radio, 22. Januar 2002 Script (PDF; 12 kB)
- "Hobbits letzte Fragen" Herr der Ringe – Das Universum des John Ronald Reuel Tolkien, Eßlinger Zeitung, 23./24. März 2002 pdf
- Leben in mehreren Wirklichkeiten „Ein Tag im Jahr“ – Christa Wolfs Grabgesang auf die DDR umfasst Erinnerung und Mahnung, Eßlinger Zeitung, 20./21. September  2003 pdf
- „In einem Loch im Boden, da lebte ein Hobbit“ – Das Universum des John Ronald Reuel Tolkien, NDR Kultur, 2. Dezember 2003, 20:05 – 21:00 Uhr; Script (PDF; 343 kB)
- „Kundschafter an journalistischer Front“ Die große Untersuchung zum Thema Stasi und ARD lässt Fragen offen, Eßlinger Zeitung, 28./29. August 2004 pdf
- Bibliotheken des menschlichen Wissens. Enzyklopädien und Lexika stehen vor einem grundlegend neuen Abschnitt ihrer Entwicklung, Eßlinger Zeitung, 17./18. Dezember 2005 pdf
- „Früher war auch die Zukunft besser.“ Vor hundert Jahren starb Jules Verne – seither hat sich die Utopie grundlegend gewandelt, Eßlinger Zeitung, 19./20. März 2005 pdf
- „Für uns, die wir noch hoffen ...“ Literatur zwischen West und Ost – Fragmente einer unglaublichen Geschichte in: Historische Kommission des Börsenvereins des Deutschen Buchhandels und der ARD (Hrsg.): "Mediengeschichtliche Veröffentlichungen 4", Wiesbaden, Dezember 2006 pdf
- „Vorschlag Todesurteil“. Illegale Literatur und der „Rundfunk im amerikanischen Sektor“ (RIAS). Fragmente einer Geschichte. In: Siegfried Lokatis, Ingrid Sonntag (Hrsg.): Heimliche Leser in der DDR. Kontrolle und Verbreitung unerlaubter Literatur. Links, Berlin 2008, ISBN 978-3-86153-494-5, S. 175–187. publikationen.ub.uni-frankfurt.de
- Leseland DDR – Literatur als Kampfmittel des Sozialismus? Einführung zu einer Podiumsdiskussion am 18. Februar 2009 in Berlin pdf